# Irmgard Bohunovsky-Bärnthaler
Irmgard Bohunovsky-Bärnthaler (* als Irmgard Bärnthaler 1939 in Tarvis) ist eine österreichische Historikerin, Autorin und Galeristin. Der Schwerpunkt ihrer Arbeiten liegt auf dem Spannungsfeld von Kunst und Politik.

## Jugend und Ausbildung
Nach einer Hotelfachausbildung absolvierte Irmgard Bärnthaler 1960 die Externistenmatura. Anschließend studierte sie an der Universität Wien Geschichte, Germanistik, Philosophie, Völkerkunde und Kunstgeschichte. Zu ihren Lehrern zählten die Professoren Hugo Hantsch und Ludwig Jedlicka. 1964 promovierte sie an der Philosophischen Fakultät der Universität Wien. Ihre Dissertation über die Geschichte und Organisation der Vaterländischen Front erschien 1972 als Buch im Europa Verlag.

## Berufliche Tätigkeit
Von 1966 bis 1971 leitete sie die Kulturabteilung der Landeshauptstadt Klagenfurt. Anschließend arbeitete sie bis 1975 als Korrespondentin in Brüssel, mit einer Unterbrechung 1973 für einen Studienaufenthalt in Grönland, wo sie sich mit den Autonomiebestrebungen des Landes befasste.
1979 gründete sie in Klagenfurt die Galerie Carinthia, die sie bis 2015 betrieb.
Irmgard Bohunovsky-Bärnthaler organisierte über mehrere Jahre ein kulturphilosophische Symposion in Warmbad Villach.

## Ehrungen
- 1966 Leopold-Kunschak-Preis für ihre Dissertation
- 2007 Kulturpreis der Stadt Villach

## Werke (Auszug)
- als Irmgard Bärnthaler: Die Vaterländische Front. Geschichte und Organisation. Europa Verlag, Wien / Frankfurt / Zürich 1971, ISBN 3-203-50379-7.
- Kärnten erleben. Klagenfurt – Wörthersee – Lavanttal. Tyrolia, Innsbruck 1982, ISBN 3-7022-1416-X.
- Kärnten erleben. Villach – Spittal – Heiligenblut. Tyrolia, Innsbruck 1982, ISBN 3-7022-1424-0.
- mit Hans Trenkwalder: Kärnten: Mensch, Tracht, Landschaft. Carinthia, Klagenfurt 1983, ISBN 3-85378-214-0.
- Die Bahnhoffresken in Klagenfurt von Giselbert Hoke 1949–1956. Carinthia, Klagenfurt 1997, ISBN 3-85378-475-5.
- als Hrsg.: Kunst und Demokratie. Ritter, Klagenfurt 1999, ISBN 3-85415-263-9.
- als Hrsg.: Aber was ist das Schöne? Ritter, Klagenfurt 2001, ISBN 3-85415-288-4.
- als Hrsg.: Vom Reisen. Weggehen und Sitzenbleiben. Ritter, Klagenfurt 2002, ISBN 3-85415-311-2.
- als Hrsg.: Streit. Domäne der Kultur. Ritter, Klagenfurt 2006, ISBN 3-85415-390-2.
- als Hrsg.: Was ist die Wirklichkeit wirklich? Ritter, Klagenfurt 2010, ISBN 978-3-85415-451-8.
- als Hrsg.: Die einfachen Dinge des Lebens. Ritter, Klagenfurt 2011, ISBN 978-3-85415-467-9.